# Guardia Costera de Georgia
La Guardia Costera de Georgia (en georgiano: საქართველოს სანაპირო დაცვა) es la rama marítima de la policía fronteriza georgiana y, desde 2009, también actúa como la fuerza naval de las Fuerzas Armadas de Georgia. Su responsabilidad es la protección de los 310 kilómetros de costa del país, así como la defensa de las aguas territoriales correspondientes.
La Armada Georgiana (oficialmente Fuerzas Navales Georgianas, en georgiano: საქართველოს სამხედრო საზღვაო ძალები, romanizado: sak’art’velos samkhedro-sazghvao dzalebi) fue la rama dependiente del Ministerio de Defensa hasta 2009, cuando fue absorbida por la Guardia Costera y su control transferido al Ministerio del Interior, después de la pérdida de varias unidades navales en la guerra ruso-georgiana. Las Fuerzas Navales Georgianas llegaron a contar en su máxima capacidad con 19 embarcaciones y 531 marineros, de los cuales 181 eran oficiales, 200 suboficiales, 114 marinos y 36 civiles en puestos auxiliares.
El cuartel principal de la Guardia Costera está en el puerto de Poti, a orillas del Mar Negro, único mar litoral de Georgia. Un segundo cuartel se encuentra en Batumi.
En 2021, el comandante en jefe de la Guardia costera era el capitán Ramaz Papidze.

## Historia
A pesar de que Georgia históricamente ha tenido litoral en el Mar Negro, ningún estado histórico georgiano ha poseído una armada de tamaño notable fuer de los buques mercantes. El primer intento por crear una armada moderno se dio con la efímera existencia de la República Democrática de Georgia, desligada de la República Democrática Federal de Transcaucasia y ésta a su vez independizada de la República Rusa (ente de facto tras el colapso del Imperio ruso en 1918).
En los tres años de existencia de esta República, se consiguió juntar un destructor (posible Sviperí, destructor imperial ruso dela clase Sokol), cuatro navíos de vela, cuatro botes minadores y una decena de buques de vapor multipropósito, aunque esta fuerza nada pudo hacer contra la Armada Soviética.
La absorción por parte de la Unión Soviética y la conversión en la RSS de Georgia (tras un breve paso siendo parte de la RSFS de Transcaucasia) dejó al país sin una soberanía naval.
En 1990, la aguas georgianas eran controladas por la 184.ª Brigada de la Flota del Mar Negro soviética, con acuartelamiento en Poti. Tras la disolución de la Unión Soviética, la brigada fue retirada de Poti para 1992, en vez de recibir la totalidad de los barcos la nueva Armada Georgiana los barcos, como anhelaba el gobierno de Georgia. Sólo quedaron seis embarcaciones en Georgia, aunque la tarea de patrullaje de costas fue cubierta por tropas rusas hasta 1998.